# نادي بريتشين سيتي
نادي بريتشين سيتي (Brechin City FC) هو فريق كرة قدم اسكتلندي مقره في بريتشين، أنجس. النادي يلعب في الدوري الإسكتلندي، وسيلعبون في الدرجة الثاني في الموسم 2006/07 بعد هبوطهم من الدرجة الأولى. تأسس النادي في 1906 وانضم إلى الاتحاد في 1923. يلعب بريتشين في ملعب «جليب بارك» حالياً، الذي يسع لـ 3960 متفرج.

## إنجازات الفريق
- الدوري الإسكتلندي الدرجة الثانية: 1982/83، 1989/90، 2004/05
- الدوري الإسكتلندي الدرجة الثالثة: 2001/02

## وصلات خارجية
- الموقع الرسمي